# Under-bar
Under-bar (engelska: Wonder Bar) är en amerikansk musikalfilm från 1934 i regi av Lloyd Bacon, med musikalnummer skapade av Busby Berkeley. Filmen är baserad på Broadwaymusikalen med samma namn. I huvudrollerna ses Al Jolson, Kay Francis, Dolores del Río, Ricardo Cortez, Dick Powell och Guy Kibbee. Titeln är en ordlek med "wunderbar", tyska för "underbar". Filmen hade Sverigepremiär den 5 november 1934.

## Rollista i urval
- Al Jolson – Al Wonder
- Kay Francis – Liane
- Dolores del Río – Inez
- Ricardo Cortez – Harry
- Dick Powell – Tommy
- Guy Kibbee – Simpson
- Ruth Donnelly – Mrs. Simpson
- Hugh Herbert – Pratt
- Louise Fazenda – Mrs. Pratt
- Fifi D'Orsay – Mitzi
- Merna Kennedy – Claire
- Henry O'Neill – Richard, hovmästaren
- Robert Barrat – kapten Hugo Von Ferring
- Henry Kolker – Mr. R.H. Renaud
- Spencer Charters – Pete

## Musik i filmen
- "Vive La France", (1934), musik: Harry Warren, text: Al Dubin, sjungs av: Al Jolson
- "Don't Say Good-Night", (1934), musik: Harry Warren, text: Al Dubin, sjungs av: Dick Powell och kör
- "Goin' to Heaven on a Mule", (1934), musik: Harry Warren, text: Al Dubin, sjungs av: Al Jolson och kör
- "Why Do I Dream Those Dreams?", (1934), musik: Harry Warren, text: Al Dubin, sjungs av: Dick Powell
- "Wonder Bar", (1934), musik: Harry Warren, text: Al Dubin, sjungs av: Dick Powell
- "Ochi Tchornya (Dark Eyes)", trad. rysk ballad, sjungs av: Al Jolson (på ryska)